# Beaulieu-sur-Loire
Beaulieu-sur-Loire ist eine französische Gemeinde mit 1.750 Einwohnern (Stand: 1. Januar 2022) im Département Loiret in der Region Centre-Val de Loire. Sie gehört zum Arrondissement Montargis und zum Kanton Gien. Die Einwohner werden Bellocéens genannt.

## Geografie
Die Gemeinde Beaulieu-sur-Loire liegt an der Grenze zum Département Cher am linken Ufer der Loire, sowie am parallel verlaufenden Schifffahrtskanal Canal latéral à la Loire (dt.: Loire-Seitenkanal), 70 Kilometer nordöstlich von Vierzon. Nachbargemeinden von Beaulieu-sur-Loire sind Bonny-sur-Loire im Norden, Neuvy-sur-Loire im Osten und Südosten, Belleville-sur-Loire im Südosten und Süden, Santranges im Süden und Südwesten sowie Châtillon-sur-Loire im Westen und Nordwesten. Durch die Gemeinde führt die frühere Route nationale 726 (heutige D926).

## Bevölkerungsentwicklung
| Jahr                       | 1962 | 1968 | 1975 | 1982 | 1990 | 1999 | 2006 | 2013 | 2022 |
| Einwohner                  | 1456 | 1538 | 1525 | 1502 | 1644 | 1693 | 1747 | 1814 | 1750 |
| Quellen: Cassini und INSEE |      |      |      |      |      |      |      |      |      |

## Sehenswürdigkeiten
- Kirche Saint-Étienne, Monument historique seit 1986
- alte Burg aus dem 14. Jahrhundert, seit 1986 Monument historique
- Schloss Courcelles-le-Roy mit Taubenturm, seit 1986 Monument historique
- Schloss Assay, seit 1957 Monument historique
- Brücke nach Bonny-sur-Loire
- Kanalbrücken
- Haus Marret
- Naturreservat im Loiretal

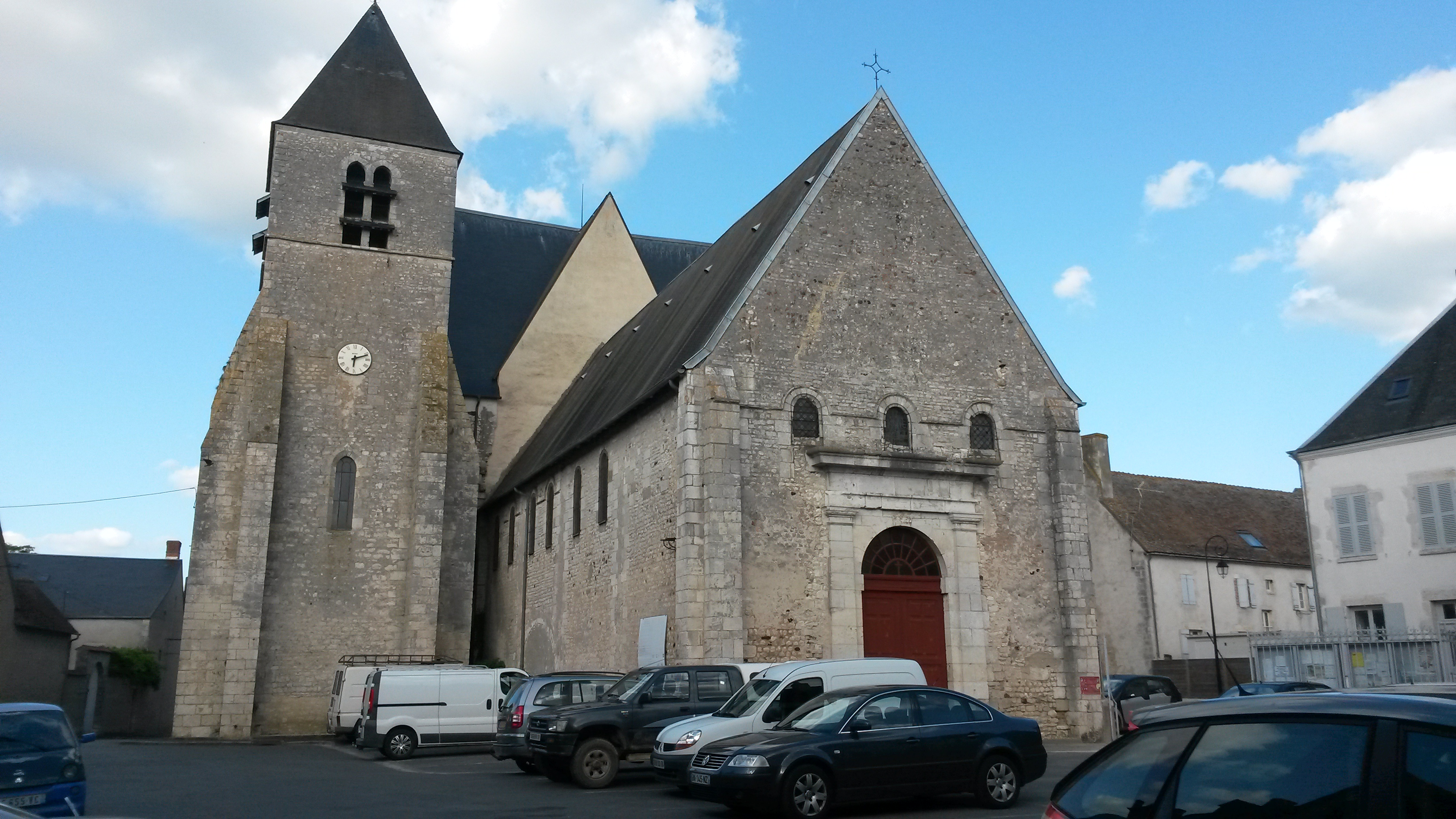
Kirche Saint-Étienne
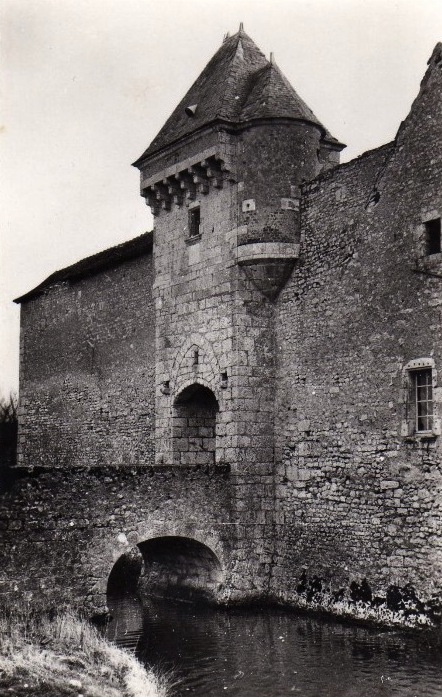
Schloss Assay

## Persönlichkeiten
- Jacques MacDonald (1765–1840), Marschall Frankreichs